# Илья-Шор
 Илья-Шор — посёлок в Усть-Вымском районе Республики Коми, административный центр и единственный населённый пункт сельского поселения Илья-Шор.

## География
Расположен у железнодорожной линии Котлас-Воркута на расстоянии примерно 9 км по прямой на запад от районного центра села Айкино.

## История
Известен с 1949 года как посёлок для спецпереселенцев. В 1956 году отмечался как Вёздино, в 1966 году объединён со станцией Вёздино. С 1976 года Илья-Шор. Население составляло 1258 человек (1970), 959 (1989), в том числе русские 40 %, 882 (1995).

## Население
| 1989 | 2002 | 2010 | 2012 | 2013 | 2014 | 2015 |
| ---- | ---- | ---- | ---- | ---- | ---- | ---- |
| 991  | ↘672 | ↘480 | ↘467 | ↘441 | ↘438 | ↘428 |
| 2016 | 2017 | 2018 | 2019 | 2020 | 2021 |      |
| ↘417 | ↘416 | ↘404 | ↘396 | ↘393 | ↗407 |      |

Постоянное население составляло 672 человека (русские 43 %) в 2002 году, 393 в 2010.